# I'm Not Ashamed
I'm Not Ashamed är en amerikansk dramafilm om Rachel Scott, det första mordoffret vid Columbinemassakern den 20 april 1999. Filmen bygger på hennes dagböcker. Rachel Scott spelas av Masey McLain.